# Vụ ám sát Spencer Perceval
Spencer Perceval, Thủ tướng Vương quốc Liên hiệp Anh và Ireland, đã bị ám sát tại sảnh của Viện Thứ dân ở Luân Đôn, vào khoảng 5 giờ 15 chièu thứ hai ngày 11 tháng 5 năm 1812. Kẻ thù của ông là John Bellingham, một thương gia đến từ Liverpool với đơn khiếu nại phản kháng chính phủ. Bellingham đã bị bắt giữ, và bảy ngày sau vụ ám sát, hắn bị kết tội và kết án tử hình. Bellingham bị treo cổ tại nhà tù Newgate vào ngày 18 tháng 5.
Thủ tướng Perceval đã chèo lái chính phủ Tory kể từ năm 1809, trong một giai đoạn khủng hoảng của chiến tranh Napoleon. Những phán quyết của ông nhằm mục đích truy tố các cuộc chiến tranh bằng cách sử dụng các biện pháp khắc nghiệt nhất, gây ra tình trạng nghèo đói lan rộng và bất ổn hậu phương; do đó những tin tức về cái chết của ông tạo nên niềm phấn khích đối với những nơi bị ảnh hưởng tồi tệ nhất trong đất nước. Bất chấp những lo ngại ban đầu rằng vụ ám sát có thể được liên kết với một cuộc tổng nổi dậy, thực chất tiết lộ rằng Bellingham đã hành động một mình, phản đối sự thất bại của chính phủ để bù đắp ông cho điều trị của mình một vài năm trước đây, khi ông bị cầm tù ở Nga vì một khoản nợ thương mại. Việc Bellingham thiếu ân hận, và cho rằng rằng hành động của mình là đúng đắn, đã ngoan giọng trả lời câu hỏi về sự tỉnh táo của chính mình, nhưng tại phiên tòa, ông được đánh giá là có trách nhiệm về mặt pháp lý cho hành động của mình.
Sau cái chết của Perceval, Nghị viện đã quyết pháp rộng lượng đối với vợ và con của ông, và cho phép xây dựng đài tưởng nhớ. Sau đó nội các của ông sớm bị lãng quên, chính sách của ông đảo ngược, và nói chung ông được người dân khắc ghi với vụ ám sát hơn là tự hào về những thành tựu. Những nhà sử học sau này cho rằng việc kết án và tử hình vội vàng Bellingham là trái với các nguyên tắc công lý. Các khả năng thuyết rằng ông đã thực hiện một âm mưu, tay sai cho một tập đoàn của giới thương nhân Liverpool thù địch với chính sách kinh tế của Perceval, đây cũng chính là chủ đề của một nghiên cứu năm 2012.

## Tiểu sử Spencer Perceval

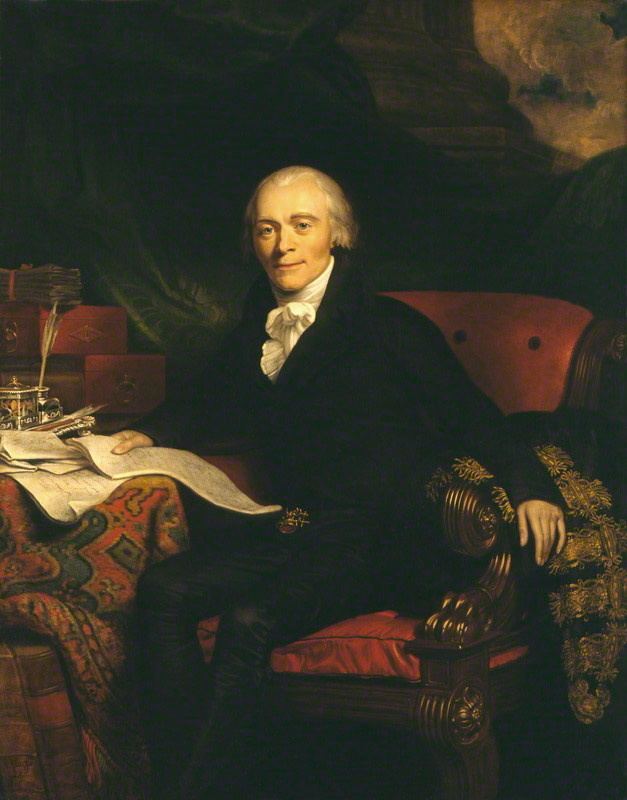
Tranh vẽ Spencer Perceval

Perceval được sinh vào ngày 1 tháng 11 năm 1762 tại Quảng trường Audley, Mayfair, con trai thứ bảy của John Perceval, Bá tước thứ hai của Egmont; ông là con trai thứ hai của cuộc hôn nhân thứ hai của Earl. Mẹ ông, Catherine Compton, Baroness Arden, là cháu gái của Bá tước thứ tư của Northampton. Spencer là một tên gia đình Compton; chủ tuyệt vời Catherine Compton, Spencer Compton, Bá tước thứ nhất của Wilmington, đã được Thủ tướng Chính phủ.
Cha ông, một cố vấn chính trị cho Frederick, Prince of Wales và vua George III, phục vụ một thời gian ngắn trong nội các như First Lord of the Admiralty. thời thơ ấu của Perceval đã được chi tiêu tại Charlton House, mà cha ông đã lấy được ở gần bến cảng Woolwich.
Cha Perceval qua đời khi ông lên tám. Perceval đã đến Harrow School, nơi ông là một học sinh có kỷ luật và chăm chỉ làm việc. Đó là tại Harrow rằng ông đã phát triển một quan tâm đến Anh giáo của Tin Mừng và hình thành những gì đã có một tình bạn suốt đời với Dudley Ryder. Sau năm năm tại Harrow ông theo người anh trai của ông Charles đến Trinity College, Cambridge, nơi ông đã giành giải thuật bình thơ bằng tiếng Anh và tốt nghiệp vào năm 1782.

### Sự nghiệp chính trị
Sự nghiệp chính trị của Perceval rất bảo thủ, và ông có được một danh tiếng cho các cuộc tấn công của ông về chủ nghĩa cực đoan. Là một luật sư khởi tố cơ sở trong các thử nghiệm của Thomas Paine và John Horne Tooke, ông được chú ý bởi các chính trị gia cấp cao trong Bộ Pitt cầm quyền. Năm 1796, sau khi từ chối đăng bài của Chánh Văn cho Ireland, Perceval được bầu vào quốc hội là thành viên đảng Bảo thủ cho Northampton, và đã giành được sự ca ngợi vào năm 1798 với một bài phát biểu bảo vệ chính phủ Pitt chống lại cuộc tấn công của các gốc tự do Charles James Fox và Francis BURDETT. Ông thường được xem như là một ngôi sao đang lên trong đảng của ông; vóc người thấp bé của mình và nhẹ xây dựng mang lại cho ông biệt danh "Little P".
Sau khi William Pitt Trẻ từ chức vào năm 1801, Perceval từng là Luật Sư chung, và sau đó là Tổng chưởng lý, trong Bộ Addington từ năm 1801 đến năm 1804, tiếp tục trong văn phòng sau cuộc thông qua chính phủ thứ hai của Brad Pitt, từ năm 1804 đến năm 1806. niềm tin mừng sâu Perceval đã dẫn ông để phản đối vững chắc của mình cho Giáo hội Công giáo và để giải phóng Công giáo, và hỗ trợ nhau tha thiết của ông cho việc bãi bỏ việc buôn bán nô lệ, khi ông làm việc với truyền đạo Tin lành đồng như William Wilberforce để đảm bảo việc thông qua các Slave Trade Đạo luật năm 1807.

### Bộ trưởng Tài chính (1807 - 1812)

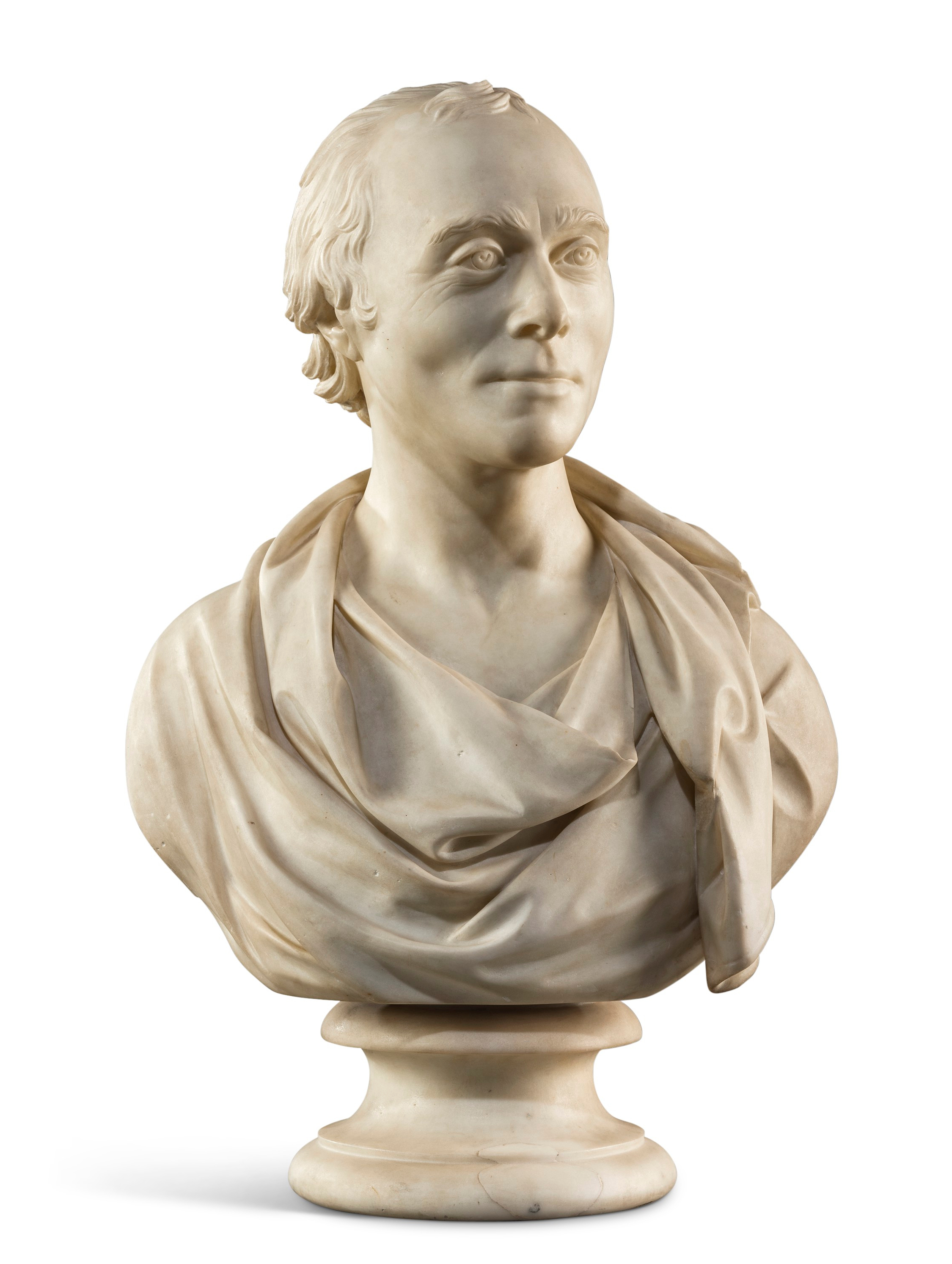
Tượng Spencer Perceval

Khi Pitt qua đời vào năm 1806 ở tuổi gần 47, chính phủ của Perceval đã thành công bởi chéo bên "Bộ Tất cả các tài năng", theo Chúa Grenville. Trên từ chức của Grenville, Công tước xứ Portland đặt cùng một Bộ Pittites và hỏi Perceval để trở thành Bộ trưởng Tài chính và lãnh đạo Hạ viện. Perceval có vẻ rất muốn vẫn chưởng hoặc thư ký nhà trở thành, và cầu xin sự thiếu hiểu biết về các vấn đề tài chính. Ông đồng ý để có vị trí khi mức lương (nhỏ hơn so với Office Home) được tăng cường bởi các công quốc Lancaster. Chúa Hawkesbury (sau Liverpool) đề nghị ông vua bằng cách giải thích rằng ông đến từ một gia đình người Anh cũ và chia sẻ quan điểm của nhà vua về vấn đề Công giáo.
Con út của Perceval, Ernest Augustus, được sinh ra ngay sau khi Perceval đã trở thành thủ tướng (công chúa Caroline là mẹ đỡ đầu). Jane Perceval bị bệnh sau khi sinh và gia đình chuyển ra khỏi ẩm ướt và gió lùa Belsize House, chi tiêu một vài tháng trong nhà Chúa Teignmouth ở Clapham trước khi tìm thấy một nhà nước phù hợp trong Ealing. Elm Grove là một ngôi nhà từ thế kỷ 16 đã được nhà của Giám mục Durham; Perceval trả £ 7.500 cho nó vào năm 1808 (vay từ anh trai của ông Chúa Arden và các uỷ viên của hồi môn của Jane) và hợp tác lâu dài của gia đình Perceval với Ealing bắt đầu. Trong khi đó, ở thị trấn, Perceval đã chuyển từ Lindsey nhà vào 10 phố Downing, khi Công tước của Portland chuyển về Nhà Burlington ngay sau khi trở thành thủ tướng.
Một trong những nhiệm vụ đầu tiên của Perceval trong nội các là mở rộng các đơn đặt hàng trong Hội đồng đã được đưa vào bởi các chính quyền trước đây và được thiết kế để hạn chế thương mại của các nước trung lập với Pháp, nhằm trả đũa lệnh cấm vận của Napoleon về thương mại của Anh. Ông cũng chịu trách nhiệm đảm bảo rằng dự luật Wilberforce về việc bãi bỏ việc buôn bán nô lệ, mà vẫn chưa qua giai đoạn cuối cùng của mình tại Thượng viện khi Bộ Grenville đã giảm, sẽ không "rơi giữa hai Bộ" và bị từ chối trong một snap phân chia. Perceval là một trong những thành viên sáng lập của Viện châu Phi, được thành lập vào tháng 4 năm 1807 để bảo vệ xoá bỏ của Luật Thương mại Slave.
Năm 1807, ông trở thành Bộ trưởng Tài chính Anh.

### Thủ tướng Anh (1809 - 1812)
Ngày 4 tháng 10 năm 1809, Spencer Perceval nhậm chức Thủ tướng của Vương quốc Anh. Trong khi đang là thủ tướng, thỉnh thoảng ông viết sách. Và đây là các cuốn sách của ông:
1. BK OR THE PROCEEDINGS & CORRES.
2. The Genuine Book: An Inquiry, Or Delicate Investigation Into the Conduct of Her Royal Highness, the Princess of Wales.
3. LETTER TO THE RIGHT HONOURABLE.

### Bị ám sát (11/5/1812)

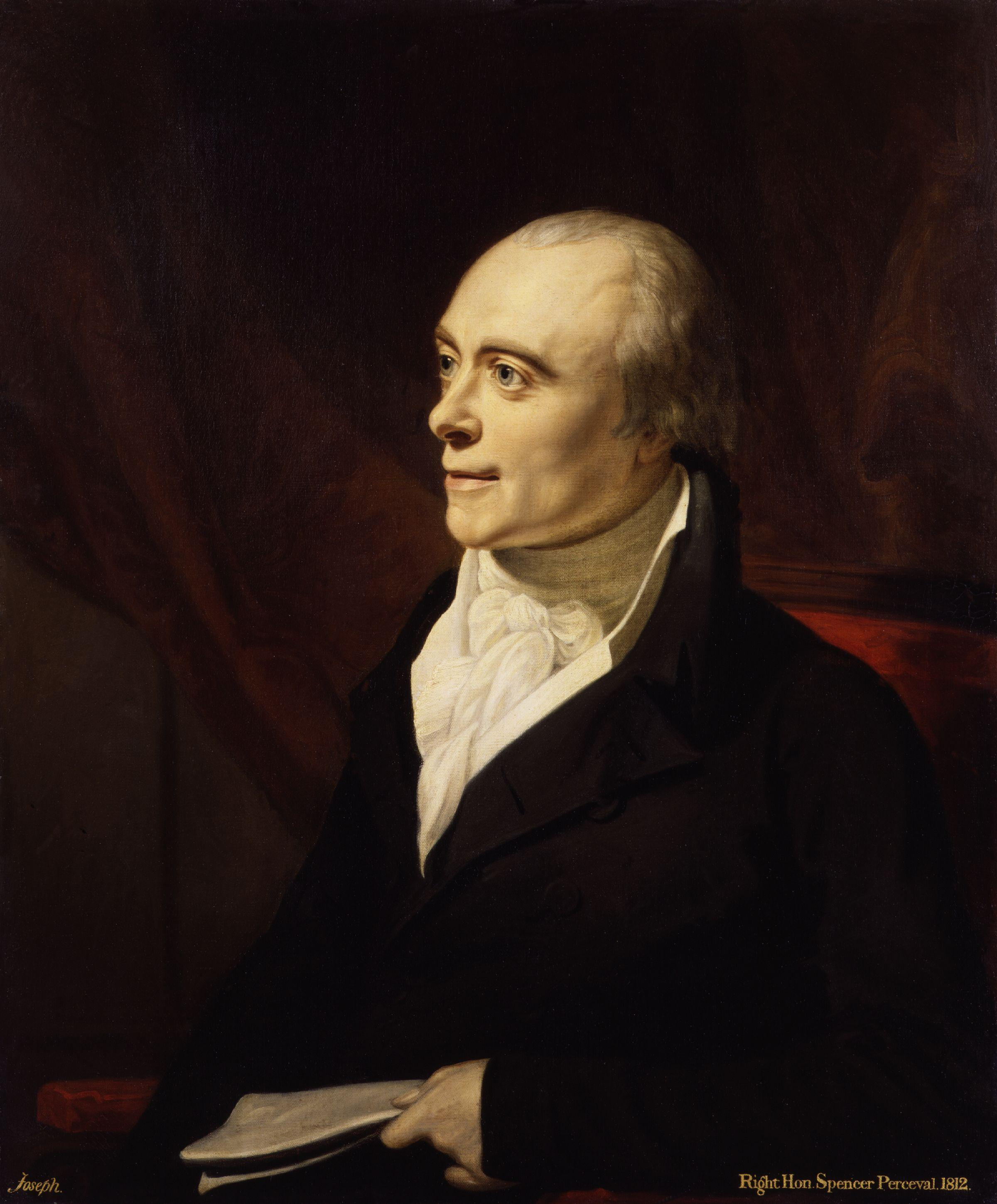
Spencer Perceval, bức tranh của George Francis Joseph, 1812

Vào 5:15 chiều ngày 11 tháng 5 năm 1812, Perceval đang trên đường đến tham dự cuộc điều tra vào các đơn đặt hàng trong Hội đồng. Khi anh bước vào sảnh của House of Commons, một người đàn ông bước về phía trước, đã thu hút một khẩu súng lục và bắn vào ngực. Perceval rơi xuống sàn nhà, sau khi thốt ra một cái gì đó đã được khác nhau như nghe nói là "giết người" và "oh my god". Họ là những lời cuối cùng của ông. Vào thời điểm ông đã được đưa vào một phòng liền kề và dựng lên trên một bảng với bàn chân của mình trên hai chiếc ghế, ông là vô nghĩa, mặc dù vẫn có một xung mờ nhạt. Khi một bác sĩ phẫu thuật đến một vài phút sau đó, xung đã dừng lại, và Perceval đã được tuyên bố đã qua đời ở tuổi gần 50.
Lúc đầu, nó đã lo sợ rằng các shot có thể báo hiệu sự bắt đầu của một cuộc nổi dậy, nhưng nó nhanh chóng trở nên rõ ràng rằng các sát thủ-những người đã không hề cố gắng trốn thoát, là một người đàn ông với một khiếu nại ám ảnh đối với Chính phủ và đã hành động một mình. Các sát thủ, John Bellingham, là một thương gia người tin rằng ông đã bị bỏ tù bất công ở Nga và được bồi thường từ chính phủ, nhưng tất cả các kiến nghị của ông đã bị từ chối. cơ thể Perceval đã được đặt trên một chiếc ghế sofa trong phòng khách của người nói và loại bỏ để Số 10 trong những giờ đầu của ngày 12 tháng 5. Đó là buổi sáng cùng một cuộc điều tra đã được tổ chức tại Cát và nhà công cộng Bagpipes trên góc của Downing Street và một phán quyết của vụ giết người có chủ ý được trả lại.
Perceval để lại một góa phụ và mười hai trẻ em từ hai mươi ba, và sớm có tin đồn rằng ông đã không để lại cho họ cũng cung cấp cho. Ông đã chỉ £ 106 5s 1ngày vào ngân hàng khi ông qua đời. Một vài ngày sau khi ông chết, Quốc hội đã bỏ phiếu để giải quyết 50.000 £ trên con Perceval, với niên kim bổ sung cho bà vợ góa và con trai cả. Jane Perceval kết hôn trung tá Sir Henry Carr, anh trai của Reverend Robert James Carr, sau đó Vicar of Brighton, vào năm 1815 và trở thành góa phụ lại sáu năm sau. Bà qua đời ở tuổi 74 vào năm 1844.

## Tiểu sử John Bellingham

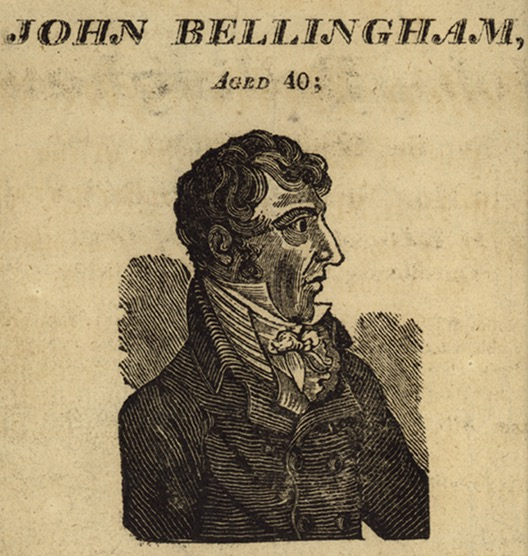
Bellingham, người đã ám sát Thủ tướng Anh Spencer Perceval

John Bellingham sinh khoảng năm 1767 hoặc năm 1769 tại St Neots, Huntingdonshire, Anh. Cuộc đời Bellingham không rõ lắm, và hầu hết các tiểu sử sau vụ ám sát bao gồm đầu cơ như thực tế. Hồi ức của gia đình và bạn bè thấy Bellingham được sinh ra ở St Neots, Huntingdonshire, và lớn lên ở London, nơi ông đã được học nghề từ một thợ kim hoàn, James Love, tại mười bốn tuổi. Hai năm sau đó, ông đã đi như một hải quân chuẩn úy trên chuyến đi đầu tiên của Hartwell từ Gravesend cho Trung Quốc. Một cuộc nổi loạn diễn ra vào ngày 22 tháng 5 năm 1787, dẫn đến con tàu mắc cạn và chìm.
Vào đầu năm 1794, một người đàn ông tên là John Bellingham mở một nhà máy thiếc trên đường Oxford, London, nhưng không thành công và chủ sở hữu đã được tuyên bố phá sản vào tháng Ba. Nó không phải là nhất định này là anh, nhưng Bellingham chắc chắn đã làm việc như một nhân viên trong một nhà đếm trong cuối thập niên 1790, và khoảng 1800 ông đến Arkhangelsk, Nga, làm đại lý cho các nhà nhập khẩu và xuất khẩu. Ông trở về Anh vào năm 1802 và là một nhà môi giới thương gia ở Liverpool. Ông kết hôn với Mary Neville vào năm 1803. Vào mùa hè năm 1804, Bellingham lần nữa đi đến Arkhangelsk để làm việc như một đại diện xuất khẩu.

### Sự nghiệp tại Nga
Vào mùa thu năm 1803, các tàu Nga Soleure (hoặc đôi khi "Sojus"), được bảo hiểm tại Lloyd của London, đã bị mất ở Biển Trắng. chủ sở hữu của mình (nhà của R. Van Brienen) nộp đơn yêu cầu bồi thường bảo hiểm của họ, nhưng một lá thư nặc danh nói với Lloyd, tàu đã được phá hoại. Soloman Văn Brienen tin Bellingham là tác giả, và trả đũa bằng cách cáo buộc ông một món nợ của 4.890 rúp để phá sản mà ông là người được chuyển giao. Bellingham về để trở về từ Nga sang Anh vào ngày 16 tháng 11 năm 1804, đã vượt qua mình đi du lịch thu hồi vì nợ bị cáo buộc.
Văn Brienen thuyết phục các địa phương Tổng đốc để bỏ tù Bellingham, và ông đã được đặt trong một nhà tù của Nga. Một năm sau, Bellingham bảo đảm phát hành của mình và đi đến Saint Petersburg, nơi ông đã cố gắng để buộc tội Tổng Toàn Quyền. Điều này tức giận các nhà chức trách Nga, người đã buộc tội ông có để lại Arkhangelsk một cách bí mật. Ông lại bị bỏ tù cho đến tháng 10 năm 1808, khi ông được đưa ra trên các đường phố, nhưng vẫn chưa được phép ra đi. Trong tuyệt vọng, ông xin các Sa hoàng. Ông được phép rời khỏi nước Nga vào năm 1809, trở về Anh vào tháng mười hai.

### Ám sát thủ tướng Perceval

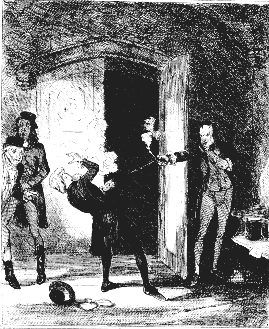
Vụ ám sát Perceval bởi Bellingham

Khi về nhà, Bellingham bắt đầu kiến nghị chính phủ của Vương quốc Anh bồi thường hơn tù của ông. Điều này đã bị từ chối, như Anh Quốc đã cắt đứt quan hệ ngoại giao với Nga trong tháng 11 năm 1808. vợ Bellingham đã thúc giục anh phải vấn đề này và ông miễn cưỡng làm.
Năm 1812, Bellingham mới nỗ lực của mình để giành chiến thắng bồi thường. Ngày 18 tháng Tư, ông đã đi đến văn phòng nước ngoài, nơi một công chức nói ông ấy tự do để mất bất cứ biện pháp mà ông nghĩ đúng đắn. Ngày 20 tháng Tư, Bellingham mua hai.50 (12.7 mm) súng ngắn từ một người sửa súng của 58 Skinner Street. Ông cũng đã có một người thợ may may một túi bên trong để áo khoác. Tại thời điểm này, ông thường được nhìn thấy trong sảnh của House of Commons.
Ngày 11 tháng 5 năm 1812, tại sảnh của House of Commons, lúc Perceval đi qua cửa thì John Bellingham bắn vào ngực ông. Vì thế nên Bellingham đã bị bắt giữ tại nhà tù Newgate.

### Xét xử và hành quyết
John Bellingham đã cố gắng vào thứ Sáu ngày 15 tháng năm 1812 tại Old Bailey, nơi ông lập luận rằng ông sẽ có thể ưa thích để bắn các Đại sứ Anh tại Nga, nhưng khẳng định là một người đàn ông làm điều sai trái, ông đã được chứng minh trong việc giết chết các đại diện của những kẻ áp bức mình.
Ông đã thực hiện một tuyên bố chính thức để các tòa án, nói rằng:
"Nhớ lại, quý ông, tình hình của tôi là những gì nhớ lại rằng gia đình tôi đã bị hủy hoại và bản thân mình bị phá hủy, chỉ vì nó là niềm vui của ông Perceval rằng công lý không nên được cấp;. Trú ẩn mình đằng sau sự an toàn tưởng tượng của nhà ga của ông, và chà đạp lên pháp luật và phải. người ta tin rằng không có sự trừng phạt có thể lên đến ông tôi yêu cầu chỉ phải của tôi, và không phải là một ưu tiên, tôi đòi quyền thừa kế và các đặc ân của mỗi người anh là gì.
Quý ông, khi một bộ trưởng bộ mình lên trên pháp luật, như ông Perceval đã làm, thì nó là nguy cơ của riêng cá nhân của mình. Nếu điều này là không phải như vậy, chỉ là ý muốn của các tướng sẽ trở thành luật, và những gì sau đó sẽ trở thành các quyền tự do của bạn?
Tôi tin tưởng rằng bài học nghiêm trọng này sẽ hoạt động như một cảnh báo cho tất cả các bộ trưởng trong tương lai, và họ từ đó sẽ làm điều đó là đúng, vì nếu các cấp bậc trên của xã hội được phép làm sai không bị trừng phạt, các chi nhánh kém sẽ sớm trở thành hoàn toàn hỏng.
Quý ông, cuộc sống của tôi là trong tay của bạn, tôi dựa tự tin vào công lý của mình. "
Bằng chứng đã được trình bày mà Bellingham điên rồ, nhưng nó đã được giảm giá bởi thẩm phán xét xử, Sir James Mansfield. Bellingham đã bị kết tội và bị kết án tử hình.
Bellingham đã bị treo cổ trong công ba ngày sau đó. René Martin Pillet, một người Pháp đã viết một tài khoản trong mười năm của mình tại Anh, mô tả tình cảm của đám đông tại nơi hành quyết:
"Vĩnh biệt người nghèo, bạn nợ sự hài lòng cho các luật bị xúc phạm của nước bạn, nhưng Đức Chúa Trời ban phước cho bạn! Bạn đã trả lại một dịch vụ quan trọng đối với đất nước của bạn, bạn đã dạy các bộ trưởng rằng họ nên làm công lý, và cấp khán giả khi nó được yêu cầu của họ ".
Một thuê bao đã được nâng lên cho các góa phụ và trẻ em của Bellingham, và "tài sản của họ đã lớn hơn gấp mười lần hơn những gì họ có thể đã dự kiến trong bất kỳ trường hợp nào khác". Góa phụ của ông tái hôn vào năm sau.
Sọ của Bellingham đã được bảo quản tại Bảo tàng Barts Pathology.
Trong tháng 9 năm 2009 các địa phương Neots Hội St Lịch sử dựng lên một tấm bảng trên Bellingham Nhà ở St Neots. Ngôi nhà, trên góc Huntingdon Street và Cambridge Street, được cho là nơi sinh của Bellingham.

## Hậu quả
Vào ngày 15 tháng Năm, House of Commons bình chọn cho việc xây dựng một tượng đài để Thủ tướng Chính phủ ám sát ở Westminster Abbey. Sau đó, đài tưởng niệm được đặt trong Inn Lincoln, và trong vòng Northampton cử Perceval của. 

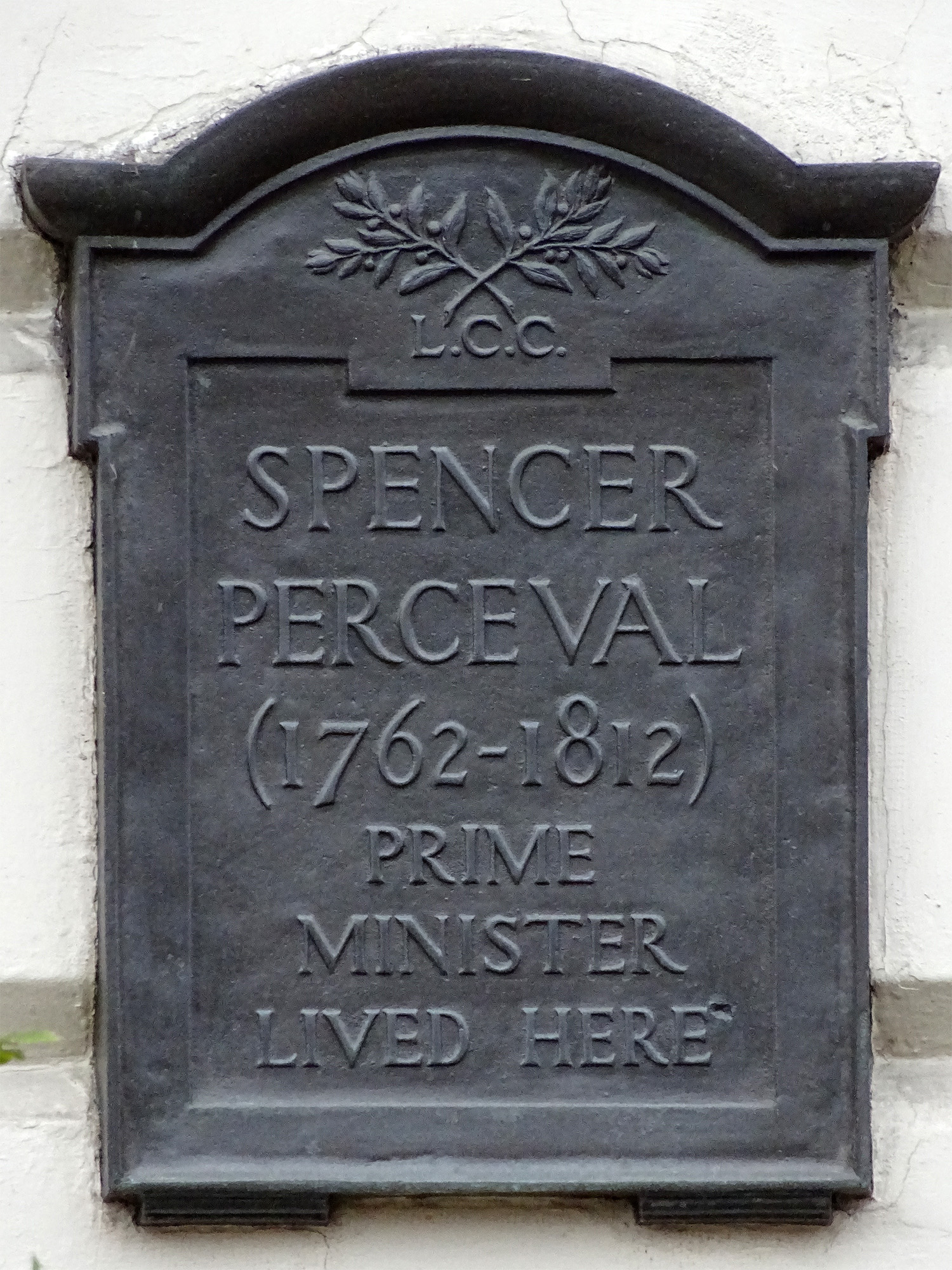
Mộ của Spencer Perceval

Vào ngày 8 tháng Sáu, Regent bổ nhiệm Chúa Liverpool để đứng đầu một chính quyền đảng Bảo thủ mới. Mặc dù lời khen ngợi của mình để lãnh đạo sĩ của họ, các thành viên của chính phủ mới sớm bắt đầu tách mình ra khỏi chức vụ của mình. Nhiều người trong số những thay đổi mà Perceval đã phản đối đã được dần dần giới thiệu:. Tự do báo chí lớn hơn, giải phóng Công giáo và cải cách quốc hội. Các đơn đặt hàng trong Hội đồng đã được bãi bỏ vào ngày 23 tháng 6, nhưng đã quá muộn để tránh những tuyên bố chiến tranh trên nước Anh của Hoa Kỳ. Chính phủ Chúa của Liverpool đã không duy trì độ phân giải Perceval trong hành động chống lại việc buôn bán nô lệ bất hợp pháp, mà bắt đầu nở rộ như các nhà chức trách nhìn theo cách khác. Linklater ước tính có khoảng 40.000 người nô lệ được vận chuyển bất hợp pháp từ châu Phi tới Tây Ấn, vì thực thi lỏng lẻo của pháp luật.
Linklater trích dẫn thành tựu lớn nhất của Perceval như nhấn mạnh của ông vào việc giữ quân đội của Wellington trong lĩnh vực này, một chính sách đã giúp đảo ngược trong chiến tranh Napoleon dứt khoát ủng hộ của Anh. Mặc dù vậy, với việc thông qua danh tiếng thời gian Perceval đã tàn lụi; Charles Dickens coi ông là "một chính trị gia hạng ba hầu như không phù hợp với thực nạng Chúa Chatham của". Trong khóa học do, ít nhưng thực tế của vụ ám sát ông nán lại trong bộ nhớ nào. Khi hai trăm năm của chụp gần, Perceval đã được mô tả trong báo là "thủ tướng rằng lịch sử quên".
ự công chính của niềm Bellingham lần đầu tiên được thẩm vấn bởi Brougham, người lên án thử nghiệm là "sự sỉ nhục lớn nhất đối với công lý tiếng Anh". Trong một nghiên cứu được công bố trong năm 2004 Mỹ học Kathleen S. Goddard chỉ trích thời gian thử nghiệm nên ngay sau khi hành động, khi niềm đam mê đã chạy cao. Cô cũng thu hút sự chú ý đến việc từ chối của Tòa án cho phép một hoãn mà sẽ cho phép quốc phòng liên hệ với nhân chứng có thể. Có lần, bà vẫn duy trì, không đủ chứng cớ tại phiên tòa để xác định tình trạng thực sự của sự tỉnh táo Bellingham, và Mansfield tổng hợp-up đã cho thấy xu hướng đáng kể. yêu Bellingham của đã hành động một mình được chấp nhận tại tòa án; Nghiên cứu năm 2012 của Linklater thừa nhận rằng ông có thể là một đại lý của quyền lợi có lẽ Liverpool thương gia khác, những người mang gánh nặng chủ yếu của chính sách kinh tế của Perceval và có nhiều để đạt được bởi cái chết của ông. Bài bình luận của một tờ báo Liverpool, nói Linklater, chỉ ra rằng nói chuyện của vụ ám sát đã được phổ biến trong thành phố. Nó vẫn còn chưa biết thế nào Bellingham đã đạt được các khoản tiền để dành lại tự do trong những tháng trước vụ ám sát, khi ông không có vẻ tham gia vào bất kỳ doanh nghiệp. Lý thuyết âm mưu này đã không thuyết phục được các nhà sử học khác; các chuyên mục Bruce Anderson chỉ thiếu của bất kỳ bằng chứng cụ thể để hỗ trợ nó.
Trong những tháng tiếp theo thực hiện của chồng, Mary Bellingham tiếp tục sống và làm việc tại Liverpool. Đến cuối năm 1812 kinh doanh của cô đã thất bạị, và sau đó chuyển động của cô là tối nghĩa; cô ấy có thể trở lại là tên thời con gái của mình. Vào tháng 1 năm 1815, Jane Perceval kết hôn Sir Henry William Carr; bà qua đời ở tuổi 74, năm 1844.
Năm 1828, The Times báo cáo rằng Cornish chủ đất công nghiệp, John Williams thứ ba (1753-1841) đã nhận được một cảnh báo giấc mơ ám sát Perceval trên 2 hoặc 3 tháng năm 1812, gần mười ngày trước khi sự kiện, "chính xác đến từng chi tiết". Perceval đã có một loạt những giấc mơ mà đỉnh cao là vào ngày 10 tháng với một trong những cái chết của chính mình, mà ông có được khi qua đêm tại nhà của Bá tước Harrowby. Ông nói với Earl ước mơ của mình, và Earl cố gắng thuyết phục Perceval không tham dự Quốc hội ngày hôm đó, nhưng Perceval từ chối bị sợ hãi bởi "một giấc mơ chỉ" và đứng đầu cho Westminster vào chiều ngày 11 tháng 5.
Một người bà con xa của sát thủ, Henry Bellingham, trở thành bảo thủ MP cho Tây Bắc Norfolk vào năm 1983, và giữ chức cơ sở trong chính phủ liên minh Bảo thủ-Tự do 2010-15. Khi ông tạm thời mất ghế vào năm 1997, ông lấy lại nó vào năm 2001, ông thất bại hẹp được coi là phát sinh từ sự can thiệp của Roger Percival, các ứng cử viên cho trưng cầu dân ý Đảng có phiếu phần lớn đến từ đảng Bảo thủ bất mãn. Mặc dù chính tả khác nhau, phương tiện truyền thông tài khoản khẳng định gốc Percival của gia đình Thủ tướng bị ám sát, và báo cáo thất bại như một hình thức muộn màng của trả thù.
Phần lớn của cung điện Westminster (Westminster Hall ngoài) mà đứng tại thời điểm vụ ám sát đã bị phá hủy bởi một ngọn lửa tình cờ vào năm 1834, sau đó Nhà được xây dựng lại một cách toàn diện và mở rộng. Vào tháng 7 năm 2014, đồng thau tấm bảng tưởng niệm đã được công bố tại Hội trường St Stephen, Nhà Quốc hội, gần nơi Perceval đã bị giết chết. Michael Ellis, Bảo MP.